# TV-MIS
TV-MIS je nekomerční křesťansky zaměřená internetová on-demand televize. Vysílání zahájila na podzim v roce 2005. Pořady nabízí výhradně na internetu a zdarma. Databáze pořadů, ze kterých si může divák volně vybírat, je pro přehlednost rozdělena do čtyř programových skupin: MIS 1 – zábava, MIS 2 – vzdělání, MIS 3 – publicistika a dokumenty, MIS 4 – lokální. Má i audio sekci (většinou ve formátu mp3).

## Organizační struktura
Provozovatelem TV-MIS je nezisková organizace A. M. I. M. S. se sídlem ve Vranově nad Dyjí, která má právní formu občanského sdružení. Zařízení, které TV-MIS používá, je většinou zapůjčeno od různých subjektů, které její činnost podporují. Náklady na provoz jsou hrazeny z darů diváků, darů členů A. M. I. M. S. a dalších darů a grantů (v roce 2006 a 2007 získala podporou v rámci pastoračních projektů Brněnské diecéze). TV-MIS nemá placené zaměstnance, je založena na práci dobrovolníků.
TV-MIS se dělí na TV-MIS.cz, která nabízí programy v češtině a na TV-MIS.com, jejímž cílem je nabízet cizojazyčné programy. TV-MIS.com se dále dělí na ua.TV-MIS.com (v testovacím provozu nabízí zatím v omezeném množství programy v ukrajinštině), ru.TV-MIS.com (probíhá testování systému v ruštině) a by.TV-MIS.com (probíhá testování systému v běloruštině).
Samotná TV-MIS nemá hlavní sídlo. Je tvořena sítí spolupracovníků, kteří jsou rozptýleni jak na území České republiky, tak na Ukrajině a hledá spolupracovníky v dalších zemích (zejména v zemích bývalého Sovětského svazu). V současné době je mimo ukrajinštinu systém přeložen i do ruštiny a běloruštiny. Spuštění plného provozu v ruštině, běloruštině a dalších jazycích závisí na získání spolupracovníků v daných zemích.
Koordinátorem TV-MIS je katolický kněz Pavel Zahradníček, působící ve FATYMu Přímětice-Bítov. Technickým ředitelem je Radek Svoboda.

## Zaměření
Hlavním cílem TV-MIS není v současnosti tvorba vlastních pořadů, ale organizace budování vysílací infrastruktury a koordinace jejího využívání, tak aby tato infrastruktura (servery, přenosové kapacity, programové vybavení, databázové systémy…) mohla sloužit různým subjektům věnujícím se tvorbě pořadů, které vycházejí z křesťanského hodnotového systému. Přitom se snaží dávat svou infrastrukturu k dispozici i křesťanům ze zemí východní Evropy.

## Doplňkové projekty
Serverovou infrastrukturu TV-MIS využívají i další projekty, které jsou s ní propojené. Jde on-line přehrávač křesťanské hudby (JukeBox) a přehrávač duchovních přednášek, seminářů a audioknih (TémaBox) – ten umožňuje přehrávání řadu kompletních nahrávek seminářů (např. katolických kněží jako je Vojtěch Kodet, Pavel Dokládal, Elias Vella, James Manjackal, Joseph Bill). Celkově se jedná o několik stovek hodin audionahrávek.
K dalším zajímavým projektům souvisejícím s TV-MIS patří i Virtuální pouť do Svaté země (svata-zeme.tv-mis.cz). Také ona využívá serverovou infrastrukturu TV-MIS.
Servery TV-MIS využívají i další subjekty: portál pro mládež Signály.cz, webový portál Ukrajinské biskupské konference, portál fatym.com, poute.eu a další…